# Miłków (Podgórzyn)
Miłków (deutsch Arnsdorf) ist ein Ortsteil der Landgemeinde Podgórzyn im Powiat Jeleniogórski der Woiwodschaft Niederschlesien in Polen.

## Geographische Lage
Miłków liegt im Riesengebirge, etwa elf Kilometer südlich von Jelenia Góra (Hirschberg im Riesengebirge) und 97 Kilometer westlich von Breslau.

## Geschichte

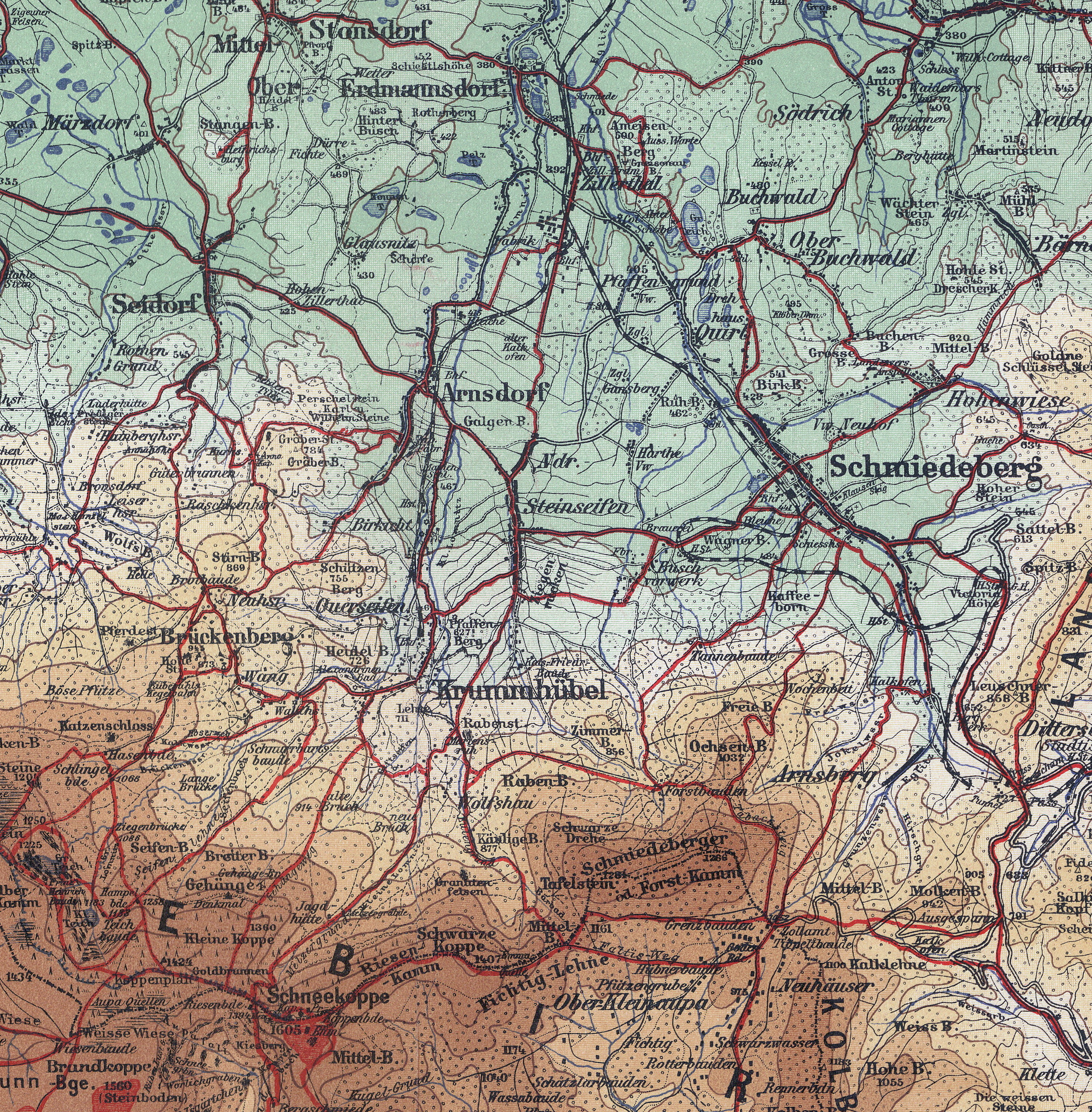
Arnsdorf nördlich der Schneekoppe, von Krummhübel und westlich von Schmiedeberg auf einer Landkarte um ca. 1900

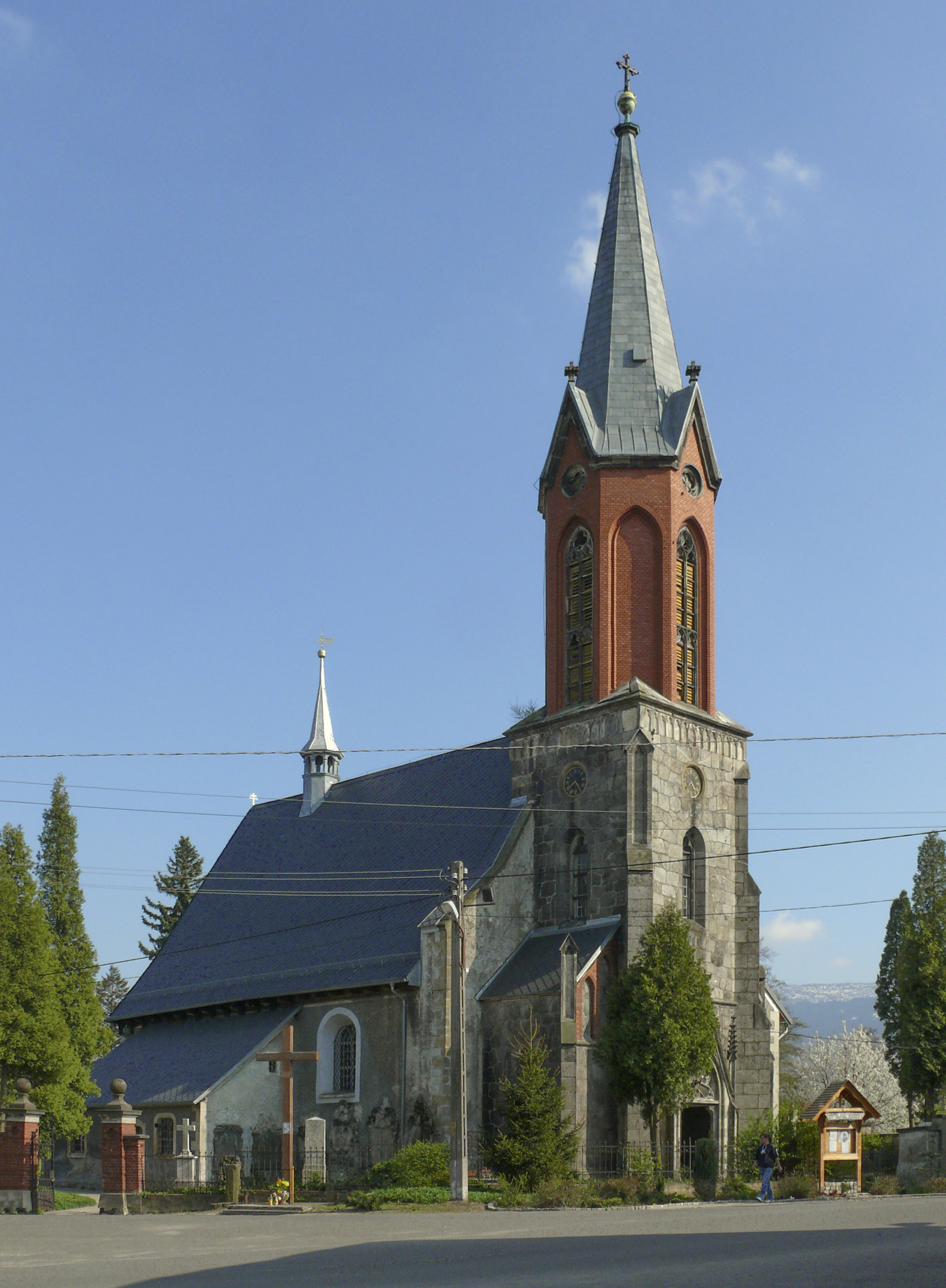
St.-Hedwig-Kirche

Die Ortsbezeichnung änderte sich im Laufe der Geschichte mehrfach:
- 1305 Arnoldi Villa
- 1394 Arnoldisdorf
- 1400 Arnsdorff
- 1668 Arnssdorffischen
- 1765 Arnsdorf
- 1786 Arnoldsdorf, Arnsdorf,
- 1945 Hlondów, Jurantów, Jarantów,
- 1946 Miłków

Der Ort wurde vermutlich am Ende des 13. Jahrhunderts von Siedlern aus Thüringen und Mittelfranken gegründet. Der Ortsname „Arnoldi Villa“ (Dorf des Arnoldi) ist auf den damaligen Vogt Arnold zurückzuführen.
Urkundlich erscheint Arnsdorf schon um die Mitte des 13. Jahrhunderts. Die Menschen lebten von der Landwirtschaft und der Viehzucht.
Im Jahre 1436 erwarb Lorenz von Runge die Herrschaft über die Dörfer Arnsdorf, Steinseiffen und Querseiffen von Johann von Niebelschütz. 1491 verkaufte die Familie von Runge die Herrschaft an die Brüder von Reibnitz. 1656 erwarb Freiherr Karl Heinrich von Zierotin die Herrschaft und erbaute 1667 das Schloss.
Wegen der Annahme der lutherischen Lehre um 1552 hatte die Herrschaft im Dreißigjährigen Krieg viel zu leiden. Mehrfach wurde Arnsdorf geplündert und gebrandschatzt, so auch im 17. Jahrhundert in den Schlesischen Kriegen.
Später wurde Arnsdorf zu einem Zentrum der Kräutersammler und „Laboranten“, die aus den im Gebirge wachsenden Kräutern Tee, Magentropfen und andere Hausmittel bereiteten und mit ihnen Handel trieben. Dadurch erlangten sie einen höheren Wohlstand. Durch eine neue Gewerbeordnung für Laboranten zur Zeit Friedrich Wilhelms III. verloren sie diese Berechtigung, den damals Lebenden wurde sie aber ad dies vitae gelassen.
Im 18. Jahrhundert entwickelte sich der Fremdenverkehr, wodurch Arnsdorf zu einem bedeutenden Wirtschaftsfaktor wurde. Viele Einwohner arbeiteten als Bergführer oder als Sänftenträger. Das führte zu Beginn des 19. Jahrhunderts dazu, dass 1822 im benachbarten Krummhübel und Arnsdorf Bergführerausweise eingeführt und die Entlohnung der Bergführer und Sänftenträger durch Landratsverordnungen festgelegt wurden. Einen weiteren Aufschwung erlebte der Tourismus, nachdem Arnsdorf 1895 mit der Riesengebirgsbahn an das Eisenbahnnetz angeschlossen worden war. Am Anfang des 20. Jahrhunderts hatte Arnsdorf eine evangelische Kirche, eine katholische Kirche, mehrere Fabrikationsbetriebe und eine Garnbleiche.
In dem Buch "Sommerfrische Arnsdorf" von 1912 werden die landschaftlichen Reize Arnsdorfs besonders ausführlich und detailliert beschrieben: „Seine wachsende Bedeutung verdankt der Ort nicht einer künstlichen Reklame, sondern lediglich seinen natürlichen Vorzügen, vor allem seiner freundlichen Lage am Ausgange der romantischen Lomnitztäler. Während der untere Teil des Dorfes freiliegt, verbirgt sich der obere, der sogenannte „Dittrich“, zwischen bewaldeten Höhen. Wälder drängen sich von drei Seiten heran, zudem schmiegt sich ein Netz guter Wege um den Ort. Vom Kaiser-Friedrich-Denkmal bietet sich ein imposanter Blick auf das Hochgebirge.“ (Herausgeber: Orts- und Verkehrsverein: Das Buch "Sommerfrische Arnsdorf")
Im Jahr 1945 gehörte Arnsdorf zum Landkreis Hirschberg im Riesengebirge im Regierungsbezirk Liegnitz der Provinz Schlesien.
Als Folge des Zweiten Weltkriegs fiel Arnsdorf 1945 mit dem größten Teil Schlesiens an Polen. Nachfolgend wurde es zunächst in Hlondów umbenannt und im April 1946 in Miłków abgeändert. Die einheimische deutsche Bevölkerung wurde, soweit sie nicht vorher geflohen war, vertrieben. Die neu angesiedelten Bewohner waren teilweise Zwangsumgesiedelte aus Ostpolen, das an die Sowjetunion gefallen war.
Bevölkerungsentwicklung
| Jahr | Einwohner | Anmerkungen |
| ---- | --------- | ----------- |
| 1900 | 1916      | [ 1 ]       |
| 1933 | 1866      | [ 2 ]       |
| 1939 | 1896      | [ 2 ]       |

## Sehenswürdigkeiten

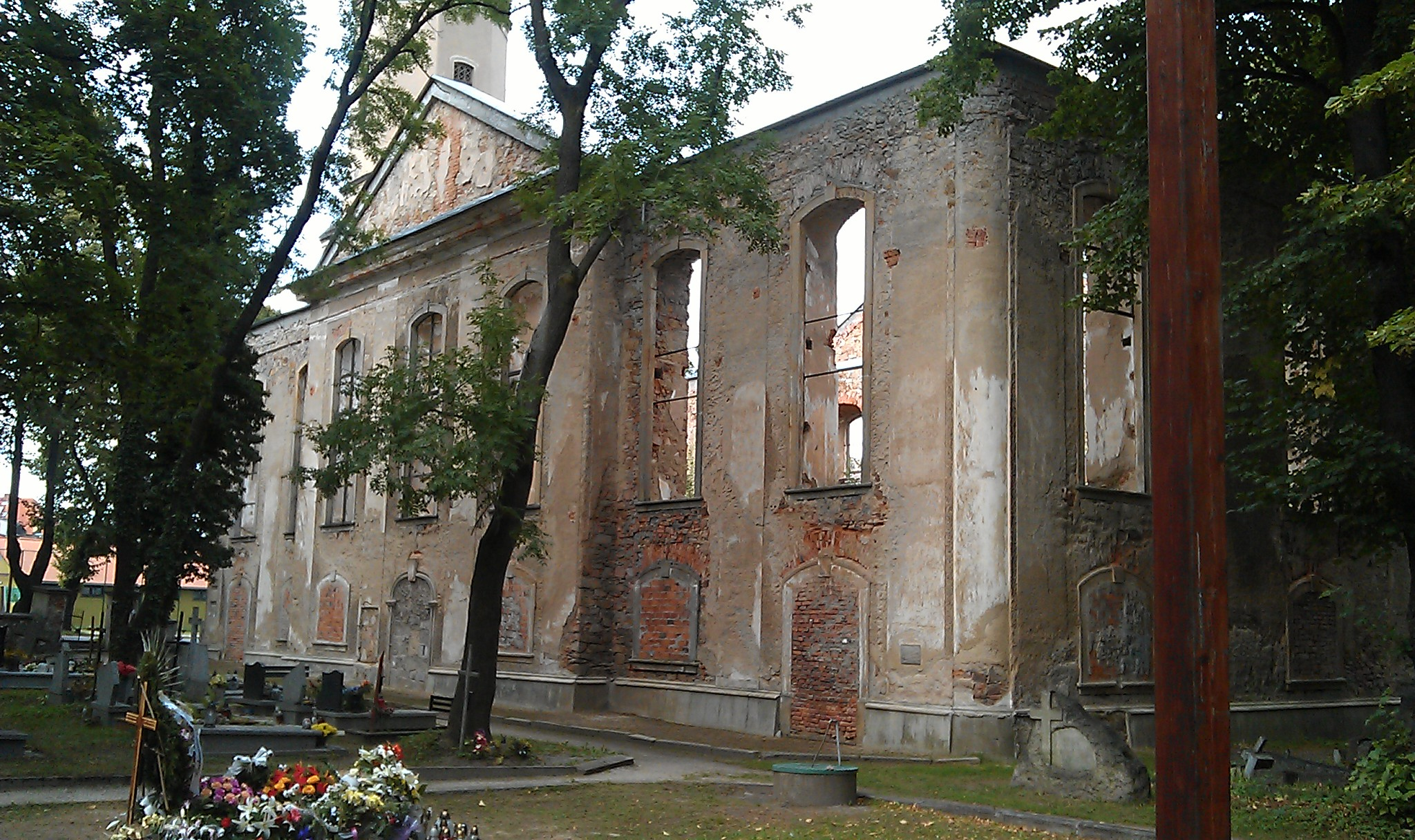
Ruine der evangelischen Kirche

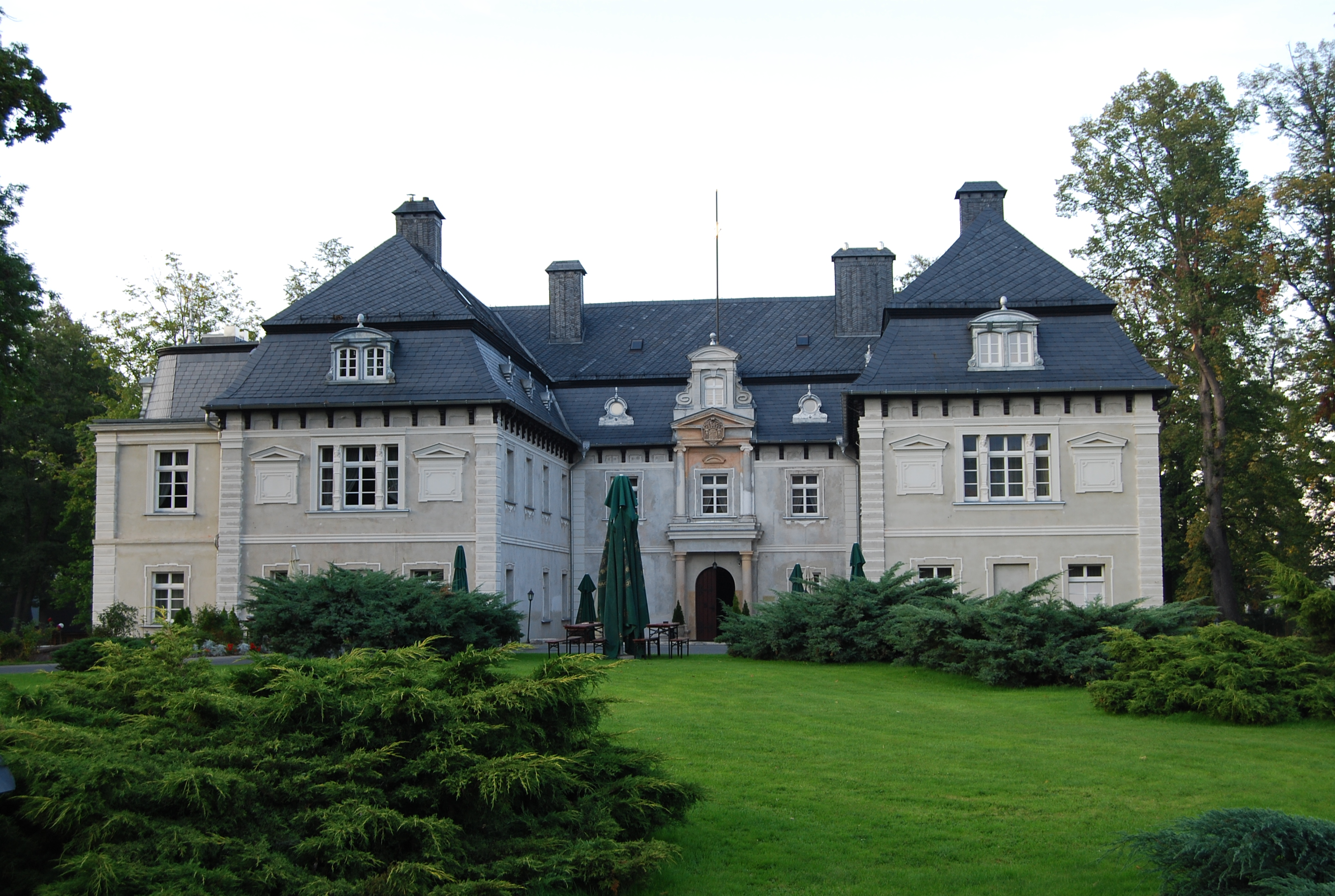
Schloss

- Die römisch-katholische Kirche mit dem Kirchenpatronat der St.-Hedwig wurde vermutlich 1289 errichtet, denn diese Zahl befindet sich in der Kirchenmauer. An der Außenmauer stehen Epitaphsteine aus dem 18. Jahrhundert. Sie erinnern an die Kräutersammler, die hier in dieser Zeit lebten. In die Mauer des Friedhofs, der die Kirche umgibt, sind drei Sühnekreuze aus dem 14. bis 16. Jahrhundert eingemauert.
- Etwa 200 Meter entfernt steht die Ruine der evangelischen Barockkirche aus dem 18. Jahrhundert. Sie wurde 1945 zerstört. Nur der nach 1860 ergänzte Turm und die Außenmauern der Kirche stehen noch, aber das entkernte Kirchenschiff ist innen dicht mit Sträuchern und Bäumen bestanden. Die typische Architekturform der evangelischen Kirchen Niederschlesiens des ausgehenden 18. Jahrhunderts ist aber zu erkennen.
- Der Friedhof der Kirche, der sich südlich und östlich der Ruine erstreckt, wird heute von der katholischen Kirchengemeinde genutzt. An der Ostseite der Ruine stehen und liegen noch Grabsteine aus Granit mit deutschen Inschriften: Christiane Langner, Agnes Krahn, Sattler Alfred Heisig, Maler und Radierer Hans Seydel, Rottenmeister Oswald Krebs und andere.
- Eine der drei Glocken von 1863, die im Zweiten Weltkrieg auf dem Hamburger Glockenfriedhof landeten, hängt heute im neuen Turm der Vicelinkirche in Hamburg-Sasel.
- In der Ortsmitte steht das barocke Schloss. Es wurde 1667 von Karl Heinrich von Zierotin erbaut. Später gehörte es den Grafen Matuschka, zuletzt Theodor Graf Matuschka (1885–1930), verheiratet mit Ferdinande Grafin Schmettau, seit 1937 verheiratet mit Theodor Freiherr von Fries-Tersch.[3] Heute befindet sich darin ein Hotel.
- Die Ruine auf dem Galgenberg war vormals eine Richtstätte des Ortes bzw. der Herrschaft.
- 200 Meter von der evangelischen Kirchenruine entfernt liegt der stillgelegte Bahnhof der Riesengebirgsbahn.

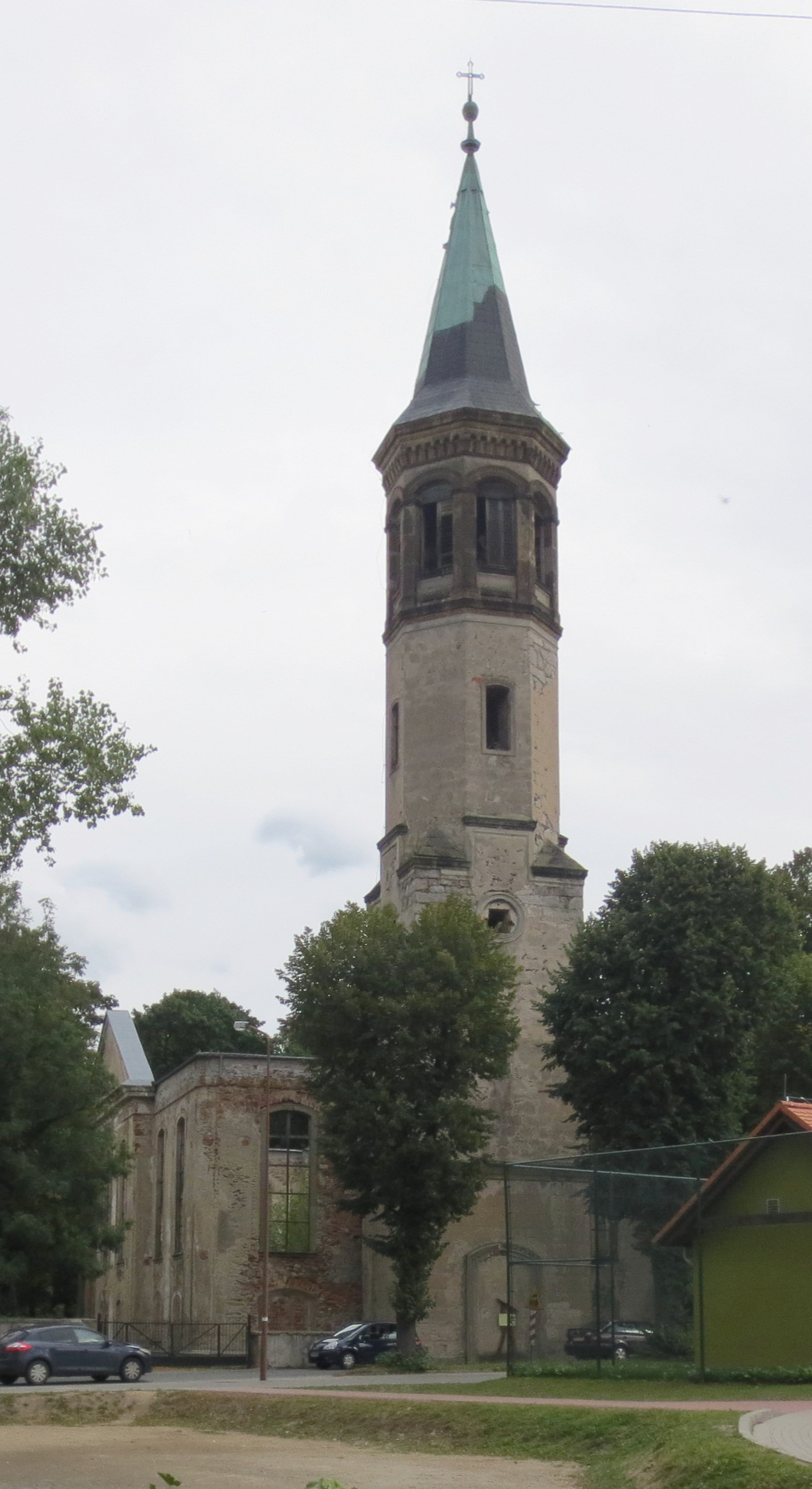
Turm der Kirchenruine
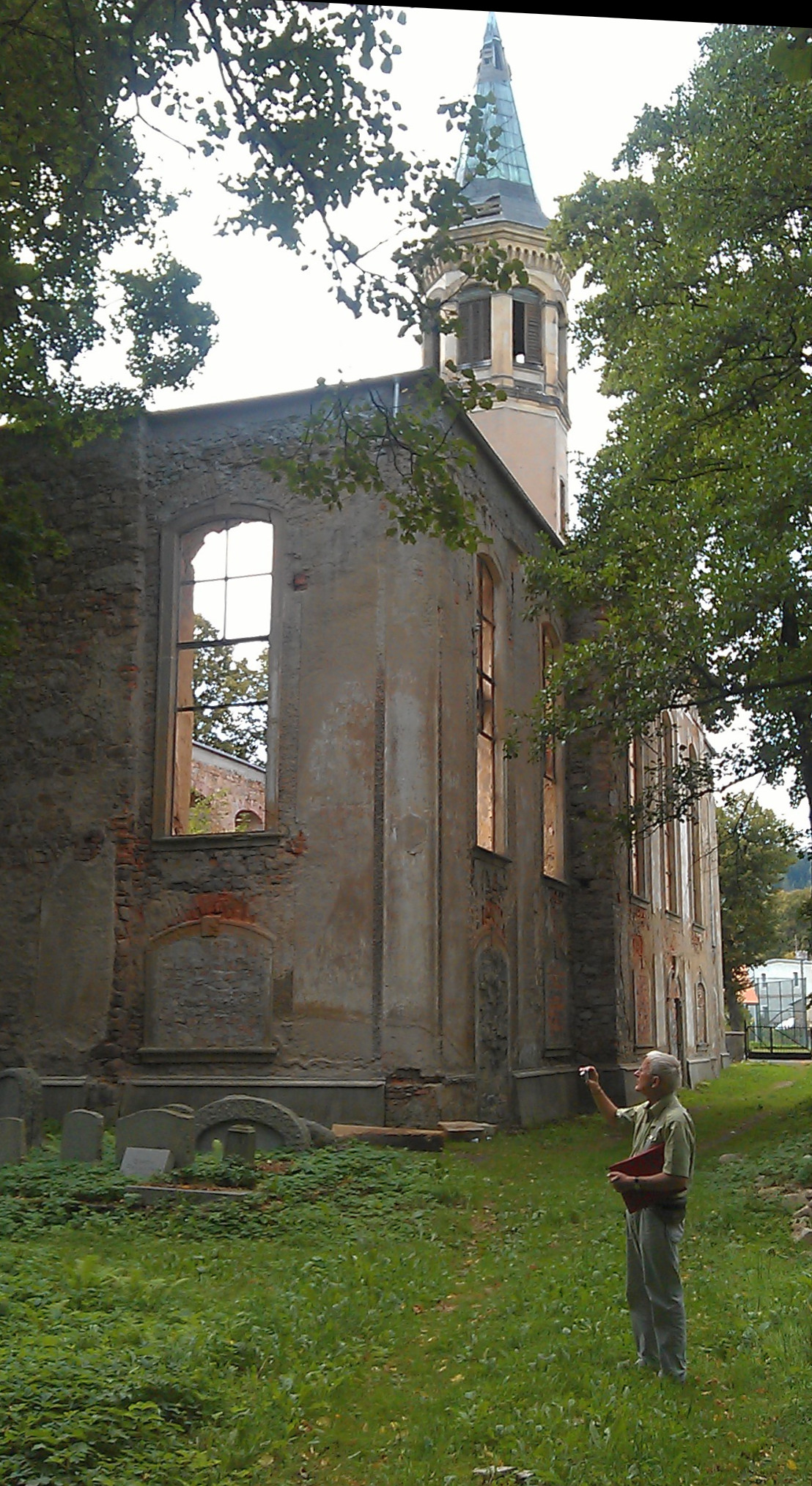
Nordostecke der Kirchenruine
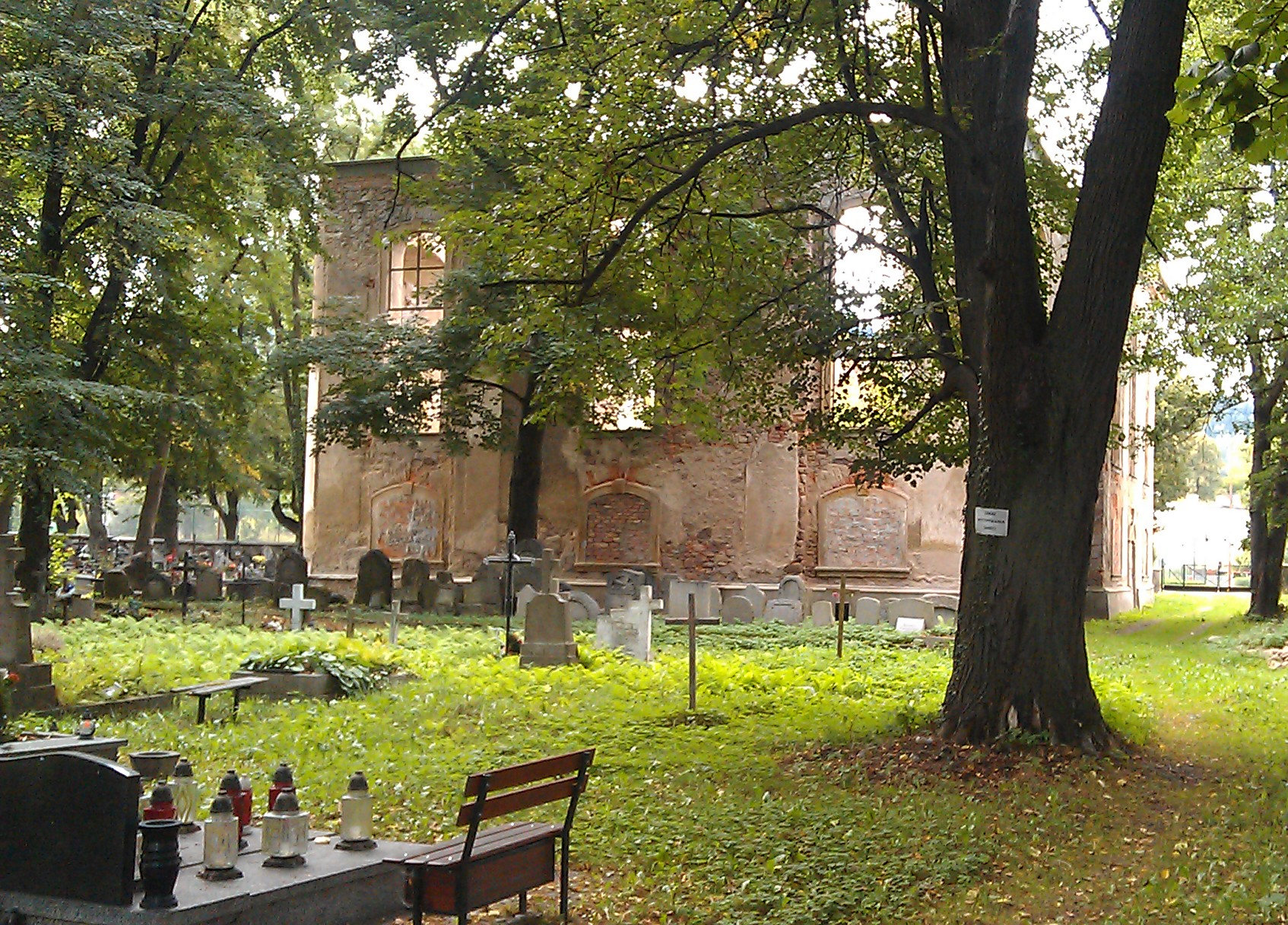
Ostseite der Kirchenruine mit deutschen Gräbern
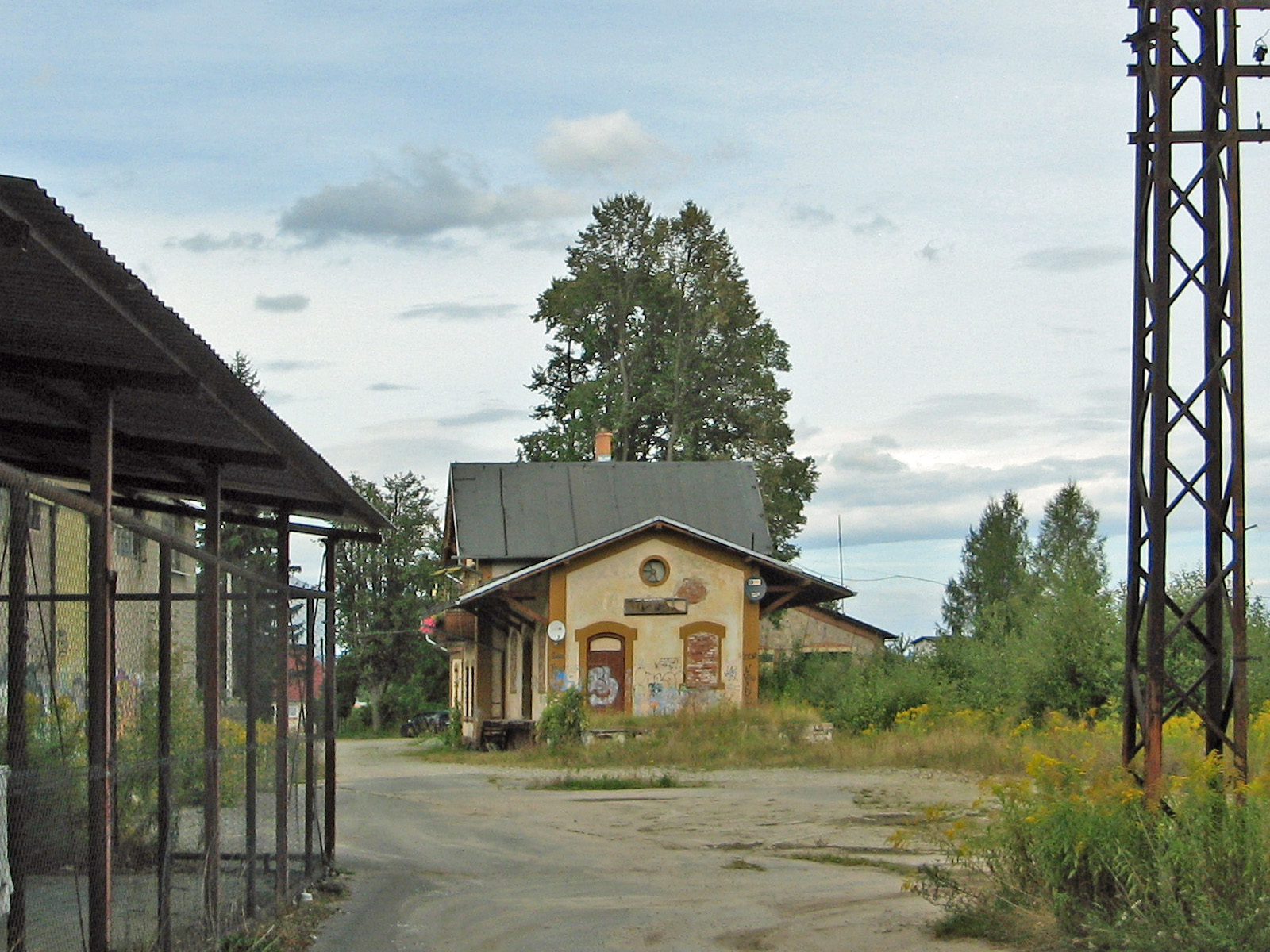
Ehemaliger Bahnhof der Riesengebirgsbahn
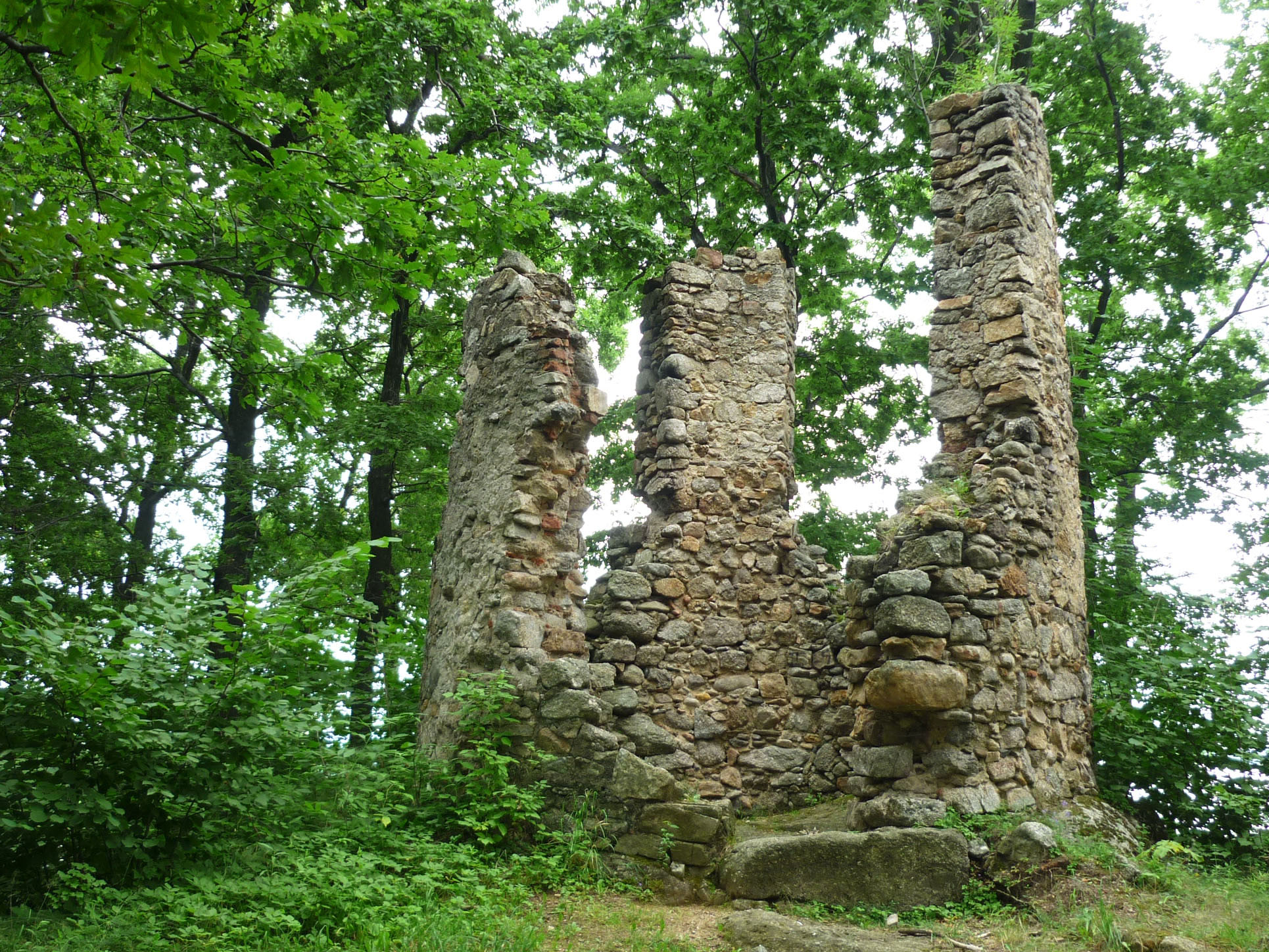
Ruine auf dem Galgenberg

## Söhne und Töchter des Ortes
- Felix Eberty (1812–1884), Jurist, Amateurastronom und Schriftsteller
- Bernhard Graf Matuschka (1886–1966), Offizier, Okkultist, Schriftsteller
- Margarete Hielscher (1899–1985), Ärztin, im Rahmen der „Kinder-Euthanasie“ an NS-Verbrechen beteiligt war.
- Gotthard Günther (1900–1984), Philosoph und Logiker
- Reinhard Spree (* 1941), Historiker
- Michael Oppitz (* 1942), Ethnologe
- Ryszard Lenczewski (* 1948), Kameramann